# 森羅万象

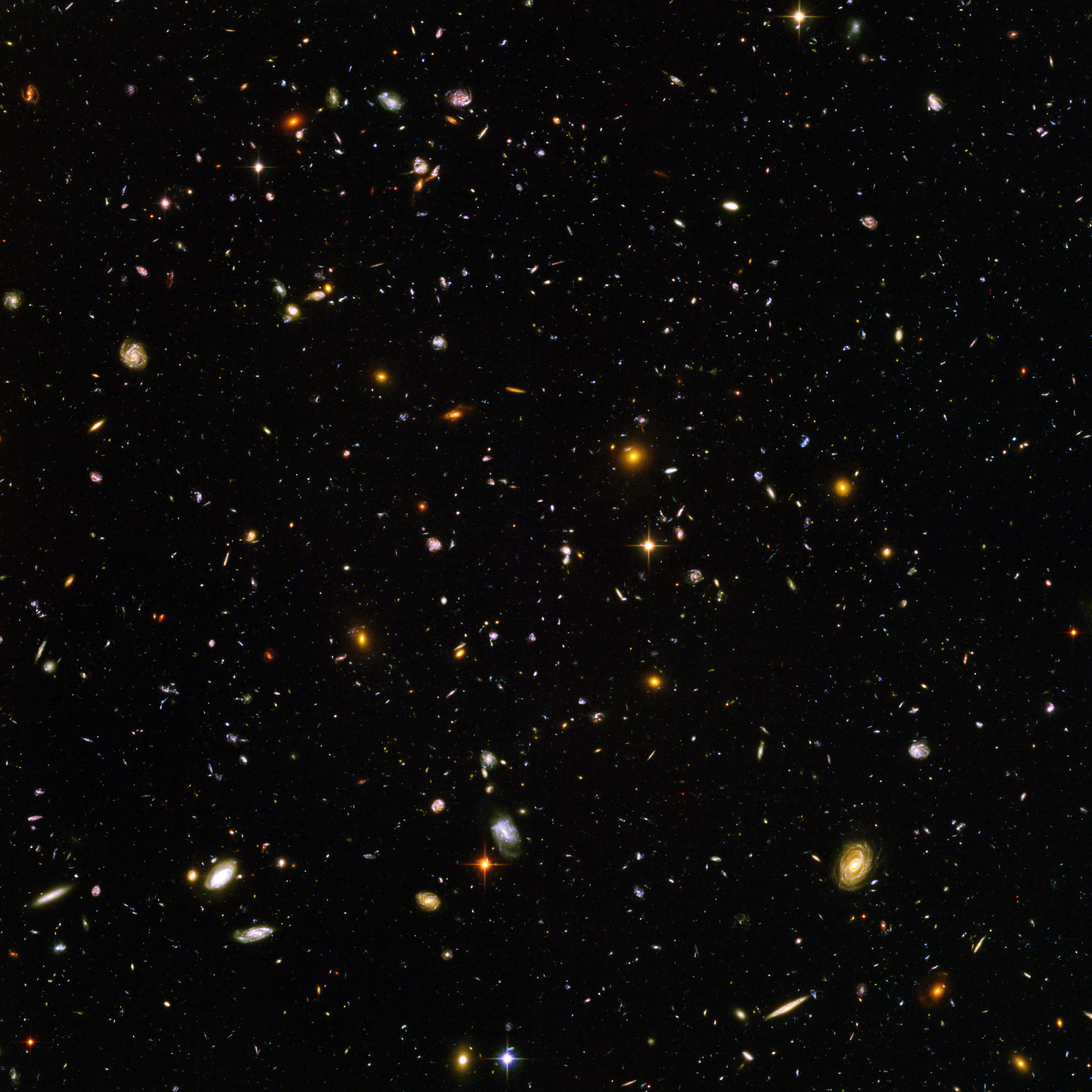
宇宙は理論的に存在するすべてのもの（遠方の銀河、ハッブル超深宇宙探査の結果

森羅万象（しんらばんしょう、しんらばんぞう、しんらまんぞう）は、あらゆる現象、宇宙に存在する一切のもの。「森羅」は樹木が限りなく茂り並ぶことであり、「万象」は万物やあらゆる現象。なお、「宇宙」はあらゆる存在物を包容する無限の空間と時間の広がり、及び宇宙空間を指す。
キリスト教徒であるイエズス会は、「御主デウス森羅万象ヲツクリタマウ」と『日葡辞書』で記した（デウスは神、創造主の意）。

## 四字熟語に由来するもの
- 森羅万象 - 作画カメによるリネージュIIの漫画。ケイ、チョコ、エルフ盟主などによる連載ショートストーリー。
- 森羅万象 - 江戸時代の狂歌師、戯作者の森島中良（1754年-1810年）の号の一つ。
- 森羅万象 (しんら まんぞう) - 日本の俳優、ナレーター。
- 神羅万象 - 1987年発売のPC-88VA用ゲーム。タイトルは四字熟語に由来する。
- 神羅万象チョコ - 2005年発売の食玩菓子。タイトルは四字熟語に由来する。
- 森羅万象 (サークル) - 東方projectのアレンジ楽曲を制作するサークル。